# Hamide Bıkçın Tosun
Hamide Bıkçın Tosun (24 gennaio 1978) è una taekwondoka turca.

## Palmarès

### Giochi olimpici
- Bronzo a Sydney 2000

### Mondiali di taekwondo
- Oro a Campionati mondiali di taekwondo 1995
- Argento a Campionati mondiali di taekwondo 2007

### Europei di taekwondo
- Oro a Campionati europei di taekwondo 2000
- Argento a Campionati europei di taekwondo 2004
- Bronzo a Campionati europei di taekwondo 2008